# Courtenay (Colúmbia Britânica)

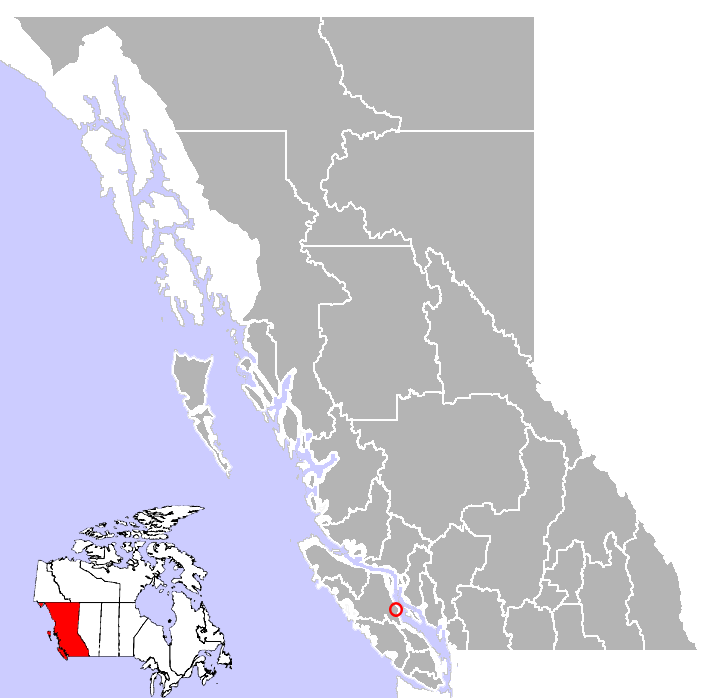
Localização de Courtenay na Colúmbia Britânica.

Courtenay é uma cidade na costa leste da Ilha Vancouver na província de Colúmbia Britânica, Canadá. Sua área é de 17,02 km², e a sua população é de 21 940 habitantes (do censo nacional de 2006).